# Marco Kutscher
Marco Kutscher (Norden, 2 maggio 1975) è un cavaliere tedesco.

## Palmarès

### Olimpiadi
- 2 medaglie:
  - 2 bronzi (Atene 2004 nel salto individuale; Atene 2004 nel salto a squadre)

### Europei
- 2 medaglie:
  - 2 ori (San Patrignano 2005 nel salto individuale; San Patrignano 2005 nel salto a squadre)